# Ли Фанин
Ли Фанин (кит. 李方膺, пиньинь Lĭ FāngYīng, 1696 — 1755) — китайский художник, каллиграф. Входил в творческий коллектив «восемь чудаков из Янчжоу».

## Биография
Ли Фанин родился в области Тунчжоу Янчжоуской управы (современный Наньтун провинции Цзянсу), в семье судьи. В своём жизненном пути он пошёл по стопам отца, проведя 20 лет в качестве судьи округа. Ли Фанин был в хороших дружеских отношениях с художниками Цзинь Нуном и Чжэн Се.
В своём творчестве больше внимание уделял изображениям сосны, бамбука, сливы и орхидей. В последние годы жизни, Ли сконцентрировался на живописи сливы. Его самые известные работы, которые хранятся в Китае, «плавающие рыбы» и «размахиваемый бамбук на ветру».